# Лисицына, Лариса Матвеевна
Лариса Матвеевна Лисицына (фин. Larisa Lisitsyn) — финская предпринимательница русского происхождения; самая богатая женщина и восьмая в общем списке миллионеров Финляндии (по данным 2004 года); директор компании Niko Trade Oy.
В 2006 году со стороны налоговых служб Финляндии была обвинена в отмывании денег, но в ходе судебного разбирательства подозрения не привели к обвинениям (в отношении обвинений в бухгалтерских преступлениях обвинения были сняты в декабре 2007 года). Встречный иск Лисицыной о возмещении компенсации в размере 4,3 млн евро за причинённый моральный ущерб был рассмотрен Надворным судом города Хельсинки, который оставил в силе приговор уездного суда от 2011 года и отклонил иск. В 2013 году Верховный суд Финляндии постановил, что журналисты Yle виновны в умышленном унижении чести и достоинства, поскольку в своё время они с помощью размещенных в СМИ материалов создали впечатление, будто семейная пара Лисициных виновна в экономических преступлениях, но снизил сумму компенсации с 50 суточных штрафов до 20, поскольку рассмотрение дела отняло слишком большое количество времени. В 2014 году супружеская пара Лисицыных забрала своё исковое заявление из суда.
С 2011 года является Членом Правления компании Fertilog Group. Занимается поставками нефтегазового оборудования в Россию. Проживает в Лаппеэнранта.

## Семья
- Муж — Николай Лисицын, предприниматель.